# Osješka divizija (Kraljevina Jugoslavija)
Osješka divizija je bila pehotna divizija Vojske Kraljevine Jugoslavije, ki je bila uničena med aprilsko vojno.
Divizijski štab je bil nastanjen v Osijeku.

## Organizacija
1. september 1939
- štab (Osijek)

- 41. pehotni polk (Osijek)
- 42. pehotni polk (Bjelovar)
- 16. artilerijski polk (Osijek)
- 31. artilerijski polk (Osijek)